# نید ۲۹
نید ۲۹ (به انگلیسی: Nieuport-Delage_NiD_29) یک هواگرد ملخ‌پیشین تک‌موتوره از نوع جنگنده دوباله ساخت شرکت Nieuport-Delage است. هواگرد نید ۲۹ نخستین پروازش را در ۱۹۱۸ میلادی انجام داد. این هواگرد در سال ۱۹۲۲ میلادی رسماً معرفی گردید. در مجموع، تعداد 1571 ca. فروند از این هواگرد ساخته شده‌است.